# Titanomaghemite
La titanomaghemite (simbolo IMA: Tmgh) è un minerale del supergruppo dello spinello e in particolare degli ossispinelli, nella cui famiglia occupa un posto nel sottogruppo dello spinello; appartiene alla famiglia minerale degli "ossidi e idrossidi" e la sua composizione chimica è (Ti0,5☐0,5)Fe3+2O4.

## Etimologia e storia
La titanomaghemite deve il proprio nome al suo contenuto di titanio e alla sua relazione con la maghemite.
Nel 1953, Emile Z. Basta pubblicò il suo studio sugli ossidi di ferro-titanio, in cui documentò anche il contenuto di titanio delle maghemiti provenienti dal Sudafrica. Per queste maghemiti, introdusse il nome titanomaghemite, analogo alla titanomagnetite. Nel 1988 e nel 1989 sono state pubblicate descrizioni dettagliate di due titanomaghemiti naturali. Quando 30 anni dopo un gruppo di lavoro guidato da Ferdinando Bosi ridefinì il supergruppo dello spinello, anche la titanomaghemite fu ridefinita sulla base della descrizione del 1988 con la composizione (Ti0,5☐0,5)Fe3+2O4.

## Classificazione
Nella nona edizione della sistematica dei minerali di Strunz la titanomaghemite è elencata nella classe "4. Ossidi (idrossidi, V[5,6] vanadati, arseniti, antimoniti, bismutiti, solfiti, seleniti, telluriti, iodati)" e nella sottoclasse "4.B Metallo:Ossigeno = 3:4 e simili"; questa è ulteriormente suddivisa in base alla dimensione dei cationi coinvolti, in modo da trovare la titanomaghemite nella sezione "4.BB Con soltanto cationi di media dimensione" dove insieme alla maghemite forma il sistema nº4.BB.15.
Tale classificazione viene mantenuta anche nell'edizione successiva, proseguita dal database "mindat.org" e chiamata Classificazione Strunz-mindat.
La Sistematica dei lapis (Lapis-Systematik) di Stefan Weiß e la classificazione dei minerali secondo Dana non elencano la titanomaghemite.

## Abito cristallino
La titanomaghemite cristallizza nel sistema cubico nel gruppo spaziale P4332 (gruppo nº 212) oppure, secondo altre fonti, anche nel gruppo P4132 (gruppo nº 213) con la costante di reticolo a = 8,341(1) Å, oltre ad avere 8 unità di formula per cella unitaria.

## Chimica
La titanomaghemite ritrovata nella sua località tipo ha la seguente composizione empirica:
{\displaystyle \mathrm {Fe_{0,96}^{3+}\Box _{0,04}[Fe_{0,23}^{2+}Fe_{0,99}^{3+}Ti_{0,42}\Box _{0,37}]O_{4}} }
Una titanomaghemite completamente ossidata da croste alterate di un basalto del Brasile ha invece la composizione:
{\displaystyle \mathrm {[Fe_{0,77}Ti_{0,22}Zn_{0,01}]{Fe_{1,19}Ti_{0,26}Mn_{0,02}Al_{0,02}\Box _{0,49}}O_{4}} }
in cui oltre il 90% del ferro è presente sotto forma di ferro trivalente (Fe3+).

## Origine e giacitura
La titanomaghemite si trova in gran parte in rocce in cui olivina e iperstene sono parzialmente o completamente alterati in clorite e serpentino, ma è stata trovata anche in alcune colate laviche inalterate. Alcuni studi hanno concluso che la titanomagnetite (una varietà di magnetite ricca di titanio) prodotta dal magma viene ossidata per dare titanomaghemite che può essere facilmente ottenuta durante il processo di raffreddamento.
Pertanto la titanomaghemite si forma a basse temperature e pressioni durante l'erosione delle titanomagnetiti, ovvero spinelli ricchi di titanio della serie magnetite-ulvöspinello. Qui, il ferro bivalente (Fe2+) viene ossidato a Fe3+, che si diffonde parzialmente fuori dalla struttura dello spinello e lascia alcune lacune (indicate con ☐).
È un minerale molto raro ed è stato trovato solo in pochi siti: nella dorsale medio atlantica; nel complesso di Minas Gerais (Brasile); a Eberbach (nel Baden-Württemberg, in Germania); nel distretto di Prakasam (India); a Cieszyn (Polonia); nel distretto di Kono (Sierra Leone); a Pretoria in Sudafrica (quest'ultima è anche la località tipo); sull'isola di Alnön, nella municipalità di Sundsvall (Svezia).